# Pseudarchaster discus
Pseudarchaster discus är en sjöstjärneart som beskrevs av Percy Sladen 1889. Pseudarchaster discus ingår i släktet Pseudarchaster och familjen Pseudarchasteridae. Inga underarter finns listade i Catalogue of Life.